# Universidad Hamad Bin Khalifa
La Universidad Hamad Bin Khalifa (en árabe: جامعة حمد بن خليفة‎ ; en inglés: Hamad Bin Khalifa University, sigla HBKU) es una universidad pública ubicada dentro de la Ciudad de la Educación de Doha, la capital de Catar. La universidad, miembro de Qatar Foundation, fue fundada en 2010 y comenzó a graduar estudiantes cuatro años más tarde. Lleva el nombre del Hamad bin Jalifa Al Thani, exemir de Catar. 

## Estudios
La Universidad Hamad Bin Khalifa y sus programas fueron reconocidos por el Ministerio de Educación y Educación Superior de Catar por el decreto número 34 de 2017. Los enfoques del programa de posgrado de la universidad incluyen tecnologías de la información e informática, ciencias biológicas, desarrollo sostenible, estudios islámicos, finanzas islámicas, estudios de Oriente Medio, estudios de traducción y derecho.
HBKU está organizado en las siguientes facultades y escuelas:
- Facultad de Estudios Islámicos (CIS)
- Facultad de Humanidades y Ciencias Sociales (CHSS)
- Facultad de Ciencias e Ingeniería (CSE)
- Facultad de Derecho (CL)
- Facultad de Ciencias de la Salud y la Vida (CHLS)
- Facultad de Políticas Públicas (CPP)

## Investigación

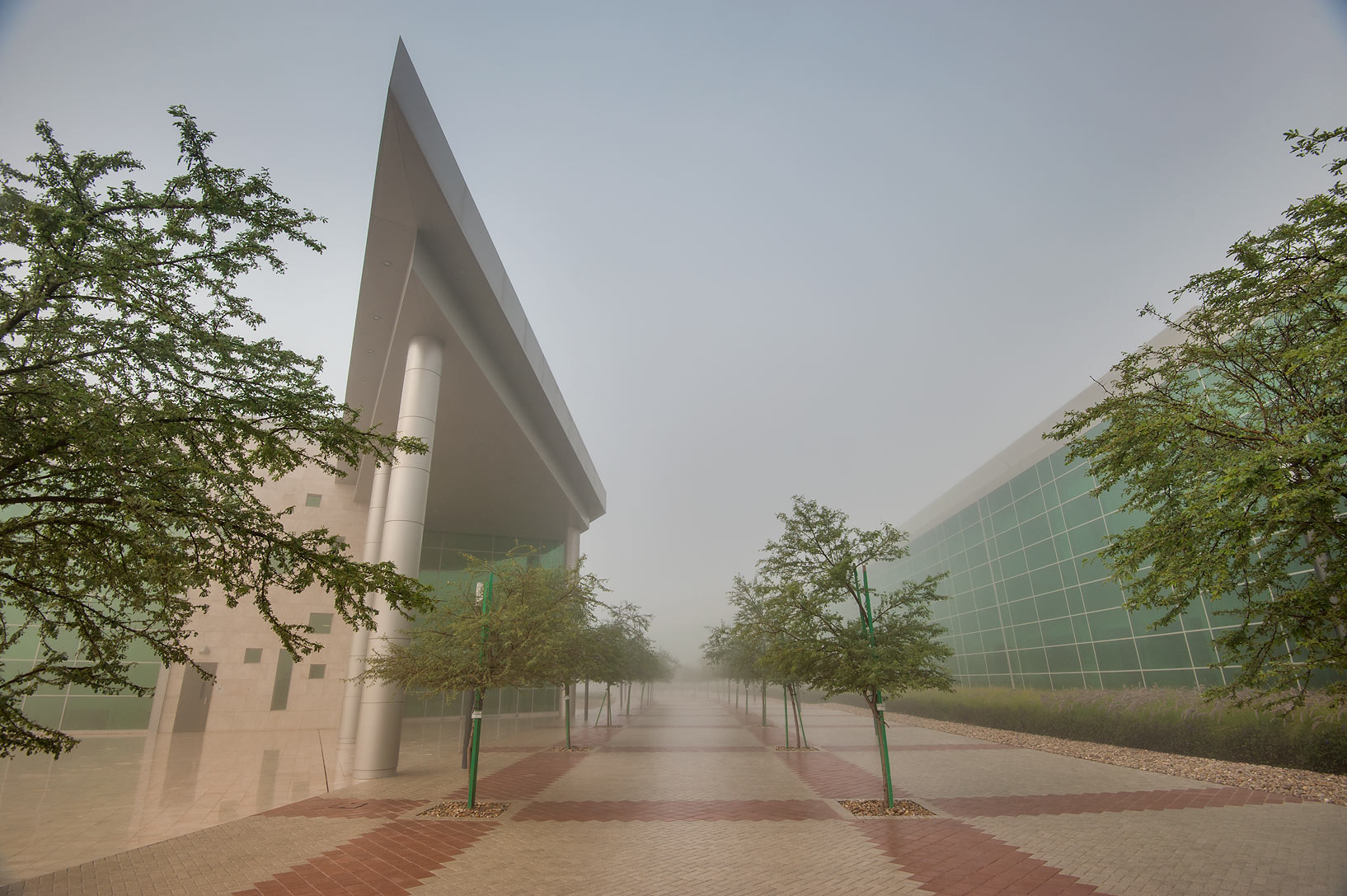
Plaza del Centro de Investigación HBKU

HBKU tiene los siguientes tres institutos nacionales de investigación:
- Instituto de Investigación sobre Energía y Medio Ambiente de Catar (QEERI)
- Instituto de Investigaciones Biomédicas de Catar (QBRI)
- Instituto de Investigación en Computación de Catar (QCRI).

## HBKU Press
Hamad Bin Khalifa University Press (HBKU Press) es la editorial universitaria y ofrece libros educativos para escuelas, libros académicos para universidades e investigadores, e información y títulos de referencia a los que se puede acceder en línea. HBKU Press ha publicado más de 90 títulos y alberga QScience, una plataforma académica y de investigación en línea.

## Estudiantes
HBKU cuenta actualmente con más de 700 estudiantes de más de 57 nacionalidades. El 38% de los estudiantes son cataríes.

## Edificios
- Edificio de la Facultad de Estudios Islámicos
- Edificio de ciencias y artes liberales
- Complejo de investigación HBKU
- Sede central de HBKU
- Viviendas y residencias universitarias HBKU

## Alumnos reconocidos
- Sheikha Mozah Bint Nasser Al Missned (Promoción de 2015) [1]

## Profesorado
- Amal Al-Malki, primera decana catarí de una universidad de la Ciudad de la Educación.
- Aisha Yousef al-Mannai, una de las primeras parlamentarias de Catar.
- Damilola Sunday Olawuyi, Cátedra UNESCO de Derecho Ambiental y Desarrollo Sostenible.